# Yamaguchi Falcão
Yamaguchi Falcão est un boxeur brésilien né le 24 décembre 1988 à San Paolo.

## Carrière
Médaillé de bronze aux Jeux olympiques de Londres en 2012 en mi-lourds, sa carrière amateur est également marquée par une médaille d'argent aux championnats panaméricains de Quito en 2010 et par deux médailles de bronze à Mexico en 2009 et à Cuenca en 2008 dans la catégorie poids moyens.

### Jeux olympiques
- Médaille de bronze en -81 kg aux Jeux olympiques d'été de 2012 à Londres, Angleterre

### Jeux panaméricains
- Médaille d'argent en -81 kg en 2011 à Guadalajara, Mexique.

### Championnats panaméricains
- Médaille d'argent en -75 kg en 2010 à Quito, Équateur
- Médaille de bronze en -75 kg en 2009 à Mexico, Mexique
- Médaille d'argent en -75 kg en 2008 à Cuenca, Équateur